# Termiticola rubescens
Termiticola là một chi nấm trong họ Agaricaceae. Đây là chi đơn loài, chứa một loài Termiticola rubescens.